# Elizabeth line
|  | Head station |

|  | Stop on track |

|  | Stop on track |

|  | Stop on track |

|  | Stop on track |

|  | Stop on track |

|  | Stop on track |

|  | Stop on track |

|  | Unknown BSicon "tKBHFa" | Straight track |  |

| Unknown BSicon "tKBHFa" | Unknown BSicon "tSTR" | Straight track |  |

| Unknown BSicon "tSTRl" | Unknown BSicon "tABZg+r" | Stop on track |  |

|  | Unknown BSicon "tHST" | Straight track |  |

| Unknown BSicon "tSTRe" | Straight track |

| One way leftward | Unknown BSicon "ABZg+r" |

|  | Stop on track |

|  | Stop on track |

|  | Stop on track |

|  | Stop on track |

|  | Stop on track |

|  | Stop on track |

|  | Unknown BSicon "tSTRa" |

|  | Unknown BSicon "tHST" |

|  | Unknown BSicon "tHST" |

|  | Unknown BSicon "tHST" |

|  | Unknown BSicon "tHST" |

|  | Unknown BSicon "tHST" |

|  | Unknown BSicon "tHST" |

| Unknown BSicon "tSTR+l" | Unknown BSicon "tABZgr" |

| Unknown BSicon "tHST" | Unknown BSicon "tSTR" |

| Unknown BSicon "tSTRe" | Unknown BSicon "tSTRe" |

| Stop on track | Straight track |

| Unknown BSicon "tSTRa" | Straight track |

| Unknown BSicon "tHST" | Straight track |

| Unknown BSicon "tSTRe" | Straight track |

| End station | Straight track |

|  | Stop on track |

|  | Stop on track |

|  | Stop on track |

|  | Stop on track |

|  | Stop on track |

|  | Stop on track |

|  | Stop on track |

|  | Stop on track |

|  | Stop on track |

|  | Stop on track |

|  | Stop on track |

|  | Stop on track |

|  | End station |

|  | Head station |

|  | Stop on track |

|  | Stop on track |

|  | Stop on track |

|  | Stop on track |

|  | Stop on track |

|  | Stop on track |

|  | Stop on track |

|  | Unknown BSicon "tKBHFa" | Straight track |  |

| Unknown BSicon "tKBHFa" | Unknown BSicon "tSTR" | Straight track |  |

| Unknown BSicon "tSTRl" | Unknown BSicon "tABZg+r" | Stop on track |  |

|  | Unknown BSicon "tHST" | Straight track |  |

| Unknown BSicon "tSTRe" | Straight track |

| One way leftward | Unknown BSicon "ABZg+r" |

|  | Stop on track |

|  | Stop on track |

|  | Stop on track |

|  | Stop on track |

|  | Stop on track |

|  | Stop on track |

|  | Unknown BSicon "tSTRa" |

|  | Unknown BSicon "tHST" |

|  | Unknown BSicon "tHST" |

|  | Unknown BSicon "tHST" |

|  | Unknown BSicon "tHST" |

|  | Unknown BSicon "tHST" |

|  | Unknown BSicon "tHST" |

| Unknown BSicon "tSTR+l" | Unknown BSicon "tABZgr" |

| Unknown BSicon "tHST" | Unknown BSicon "tSTR" |

| Unknown BSicon "tSTRe" | Unknown BSicon "tSTRe" |

| Stop on track | Straight track |

| Unknown BSicon "tSTRa" | Straight track |

| Unknown BSicon "tHST" | Straight track |

| Unknown BSicon "tSTRe" | Straight track |

| End station | Straight track |

|  | Stop on track |

|  | Stop on track |

|  | Stop on track |

|  | Stop on track |

|  | Stop on track |

|  | Stop on track |

|  | Stop on track |

|  | Stop on track |

|  | Stop on track |

|  | Stop on track |

|  | Stop on track |

|  | Stop on track |

|  | End station |

Elizabeth Line är en dubbelspårig pendeltågslinje i London och dess förorter, delvis i tunnlar och delvis på befintliga banor. Den går huvudsakligen i öst-västlig riktning och i en ca 2 mil lång pendeltågstunnel under centrala London. Järnvägen binder samman stationerna Paddington och Liverpool Street, via en tunnel under innerstaden och vidare i marknivå till Abbey Wood samt Shenfield i öster samt Reading och Heathrow i väster. 
Elisabeth Line vann arkitekturpriset Stirlingpriset 2024.

## Historik
En första delsträcka inom projektet Crossrail, TfL Rail mellan Liverpool Street och Shenfield, öppnades 2015. I maj 2018 öppnade även pendeltågstrafiken mellan Heathrow och Paddington under namnet TfL Rail. Då sträckan Paddington-Abbey Wood öppnades 24 maj 2022 under namnet Elizabeth Line, så blev pendeltågstrafiken längs den befintliga sträckan mellan Reading och Paddington också ansluten till Elizabeth Line samt alla tidigare öppnade sträckor bytte nu namn från Tfl Rail till Elizabeth Line. Tågen är ca 200 meter långa och linjen har fått åtta nya underjordiska stationer. Många av de befintliga stationerna rustades upp inför invigningen av Elizabeth Line.
Det svenska företaget LKAB Minerals har varit inblandad som underleverantör av magnetit för produktion av tung betong. Den tunga betongen användes för att motverka hydrostatiskt tryck men också för att motverka buller och vibrationer där tunneln sträckte sig under west end och det berömda kulturhuset the Barbican Centre. För denna innovation nominerades projektteamet (LKAB Minerals, Crossrail, Arup, ATC, London Concrete och Camfaud Concrete Pumps) i fyra kategorier vid New Civil Engineer Tunnelling Awards 2017.

## Bilder

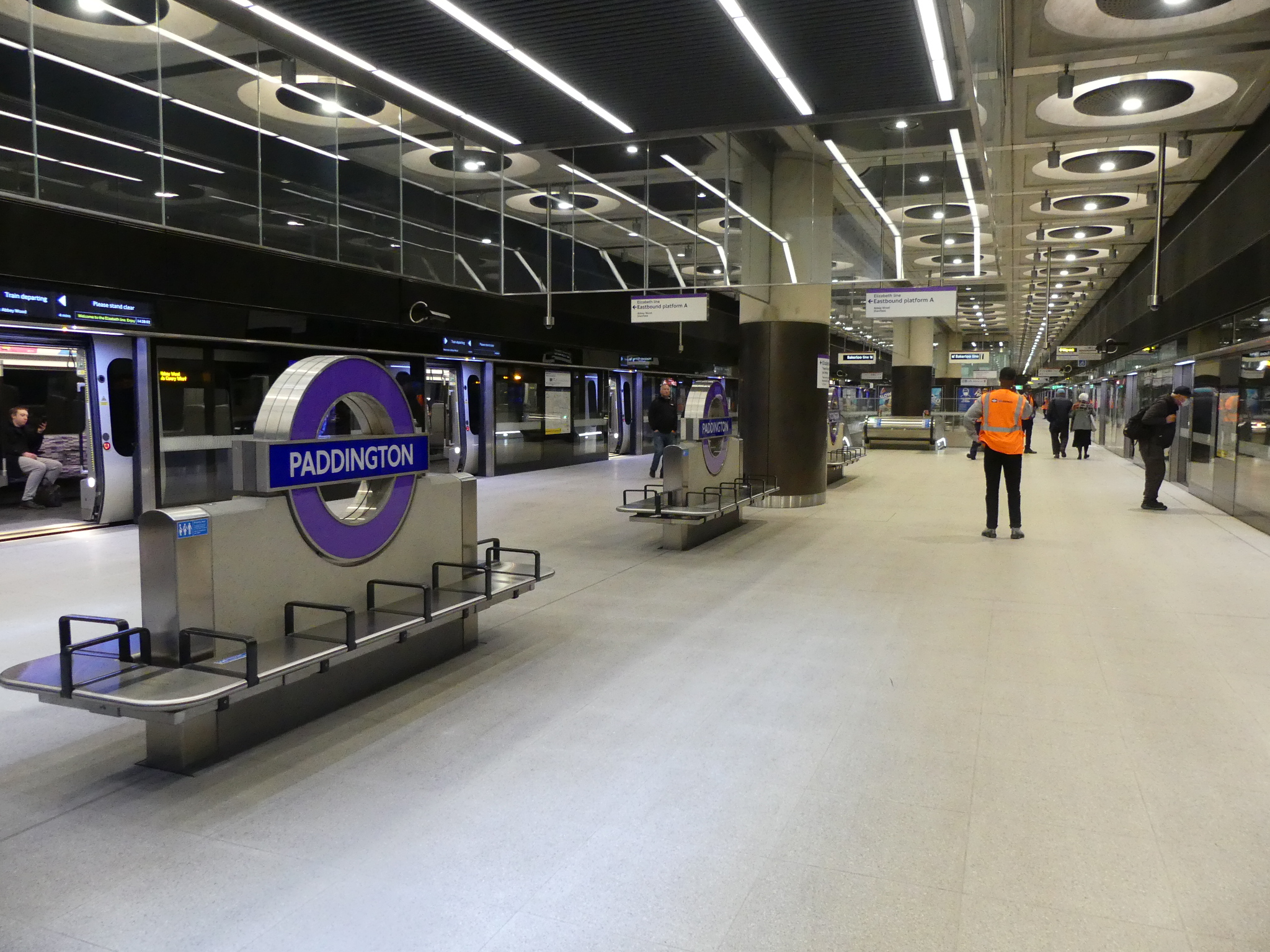
Paddington
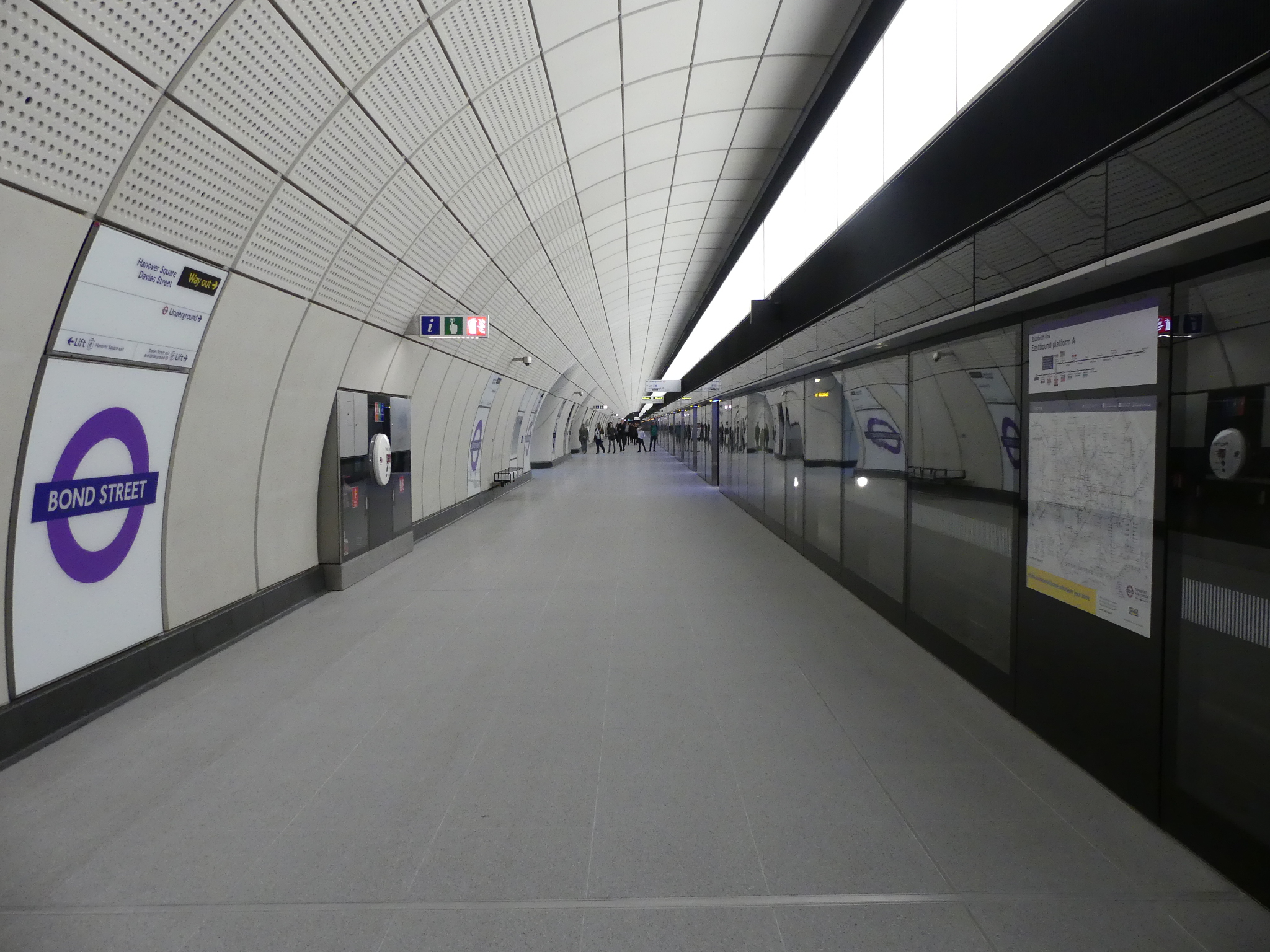
Bond Street
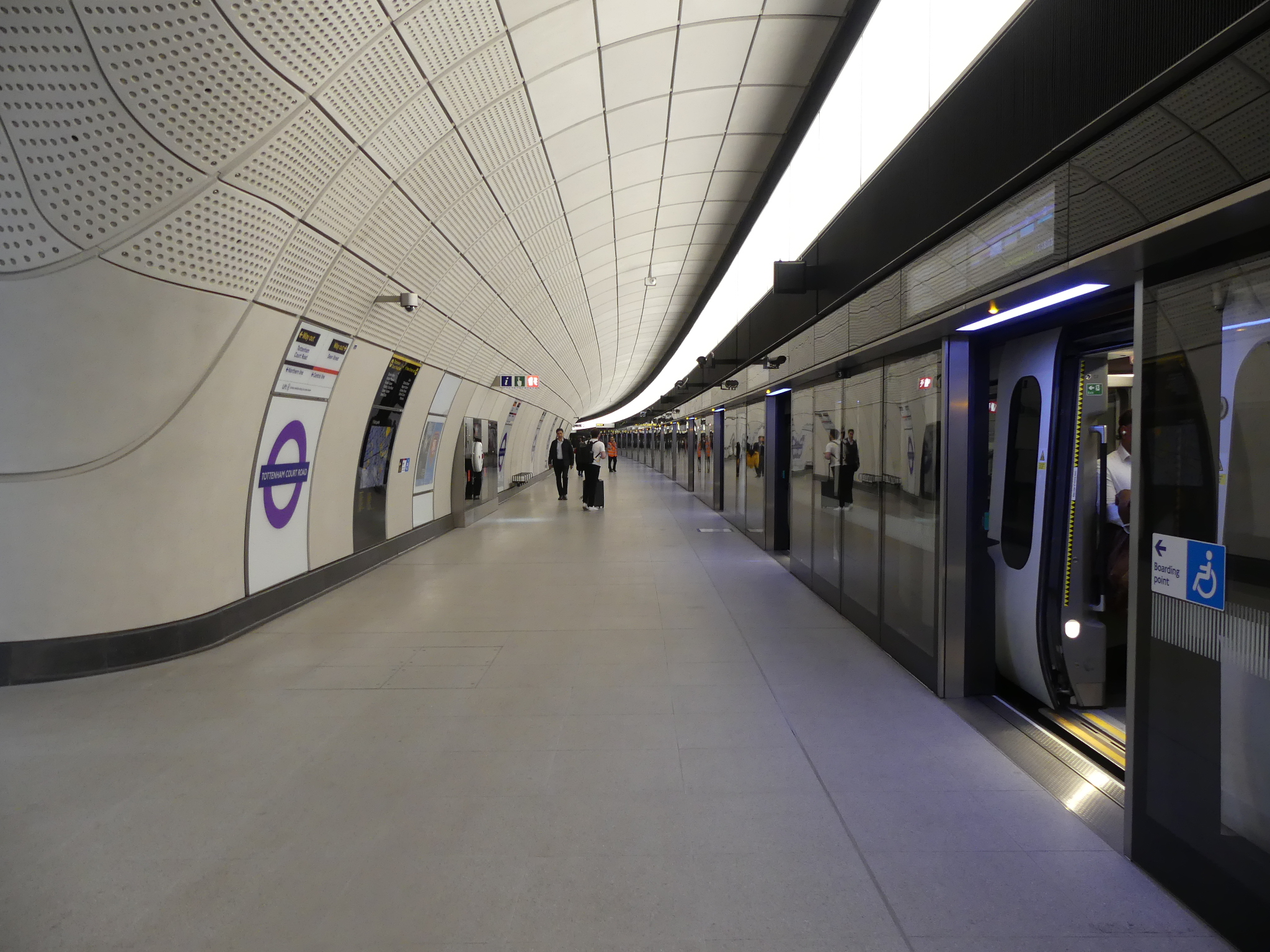
Tottenham Court Road
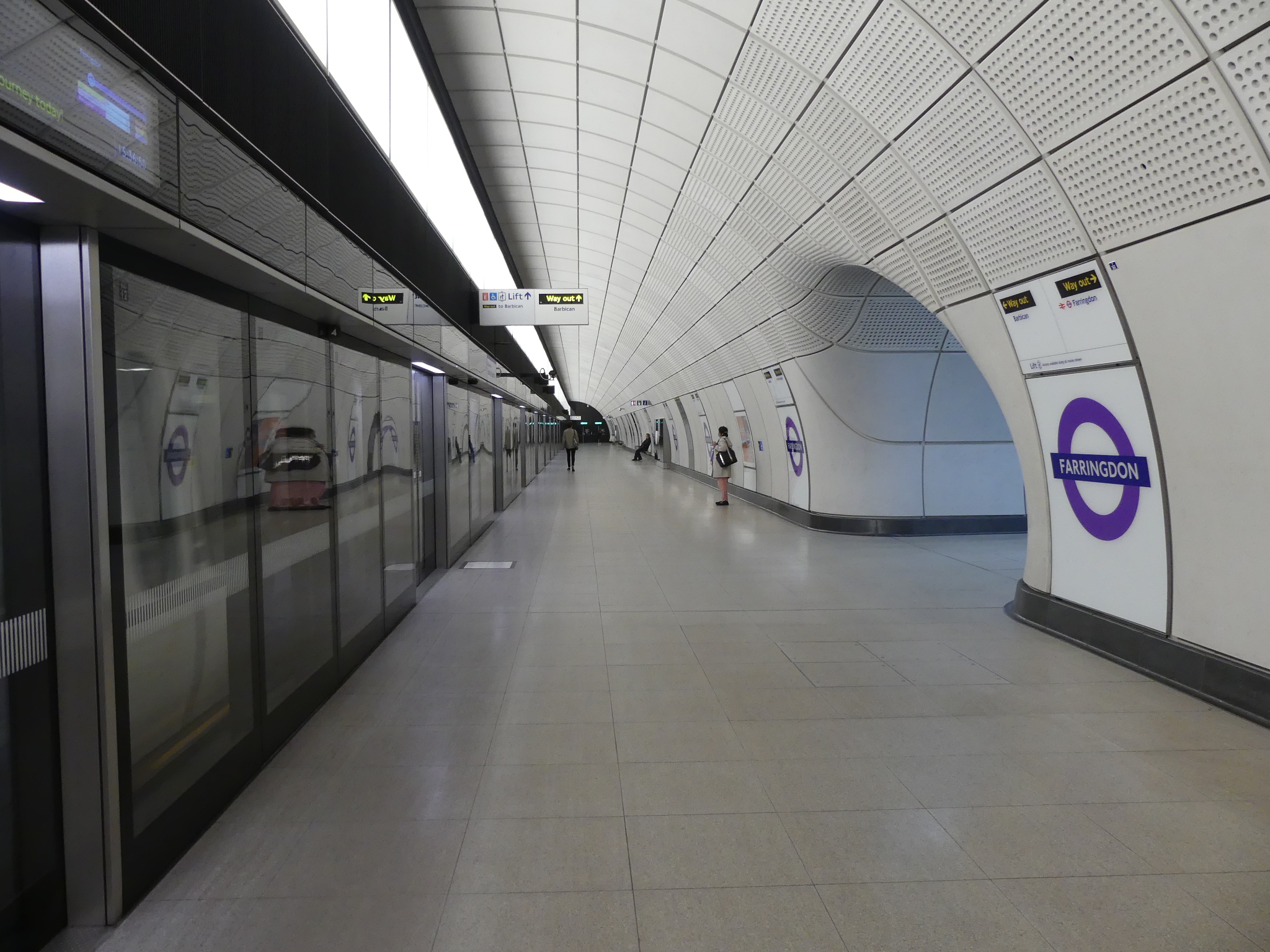
Farringdon
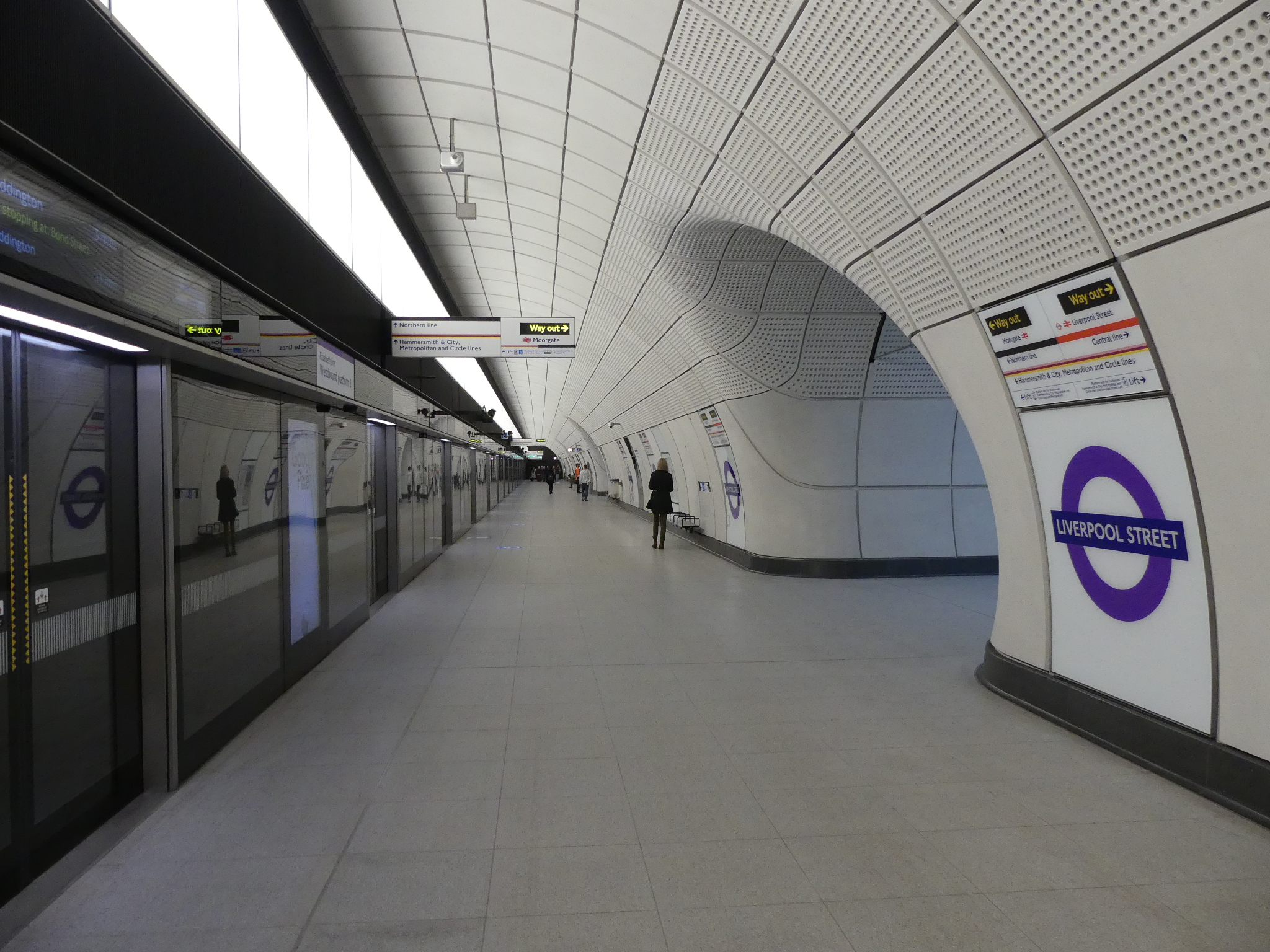
Liverpool Street
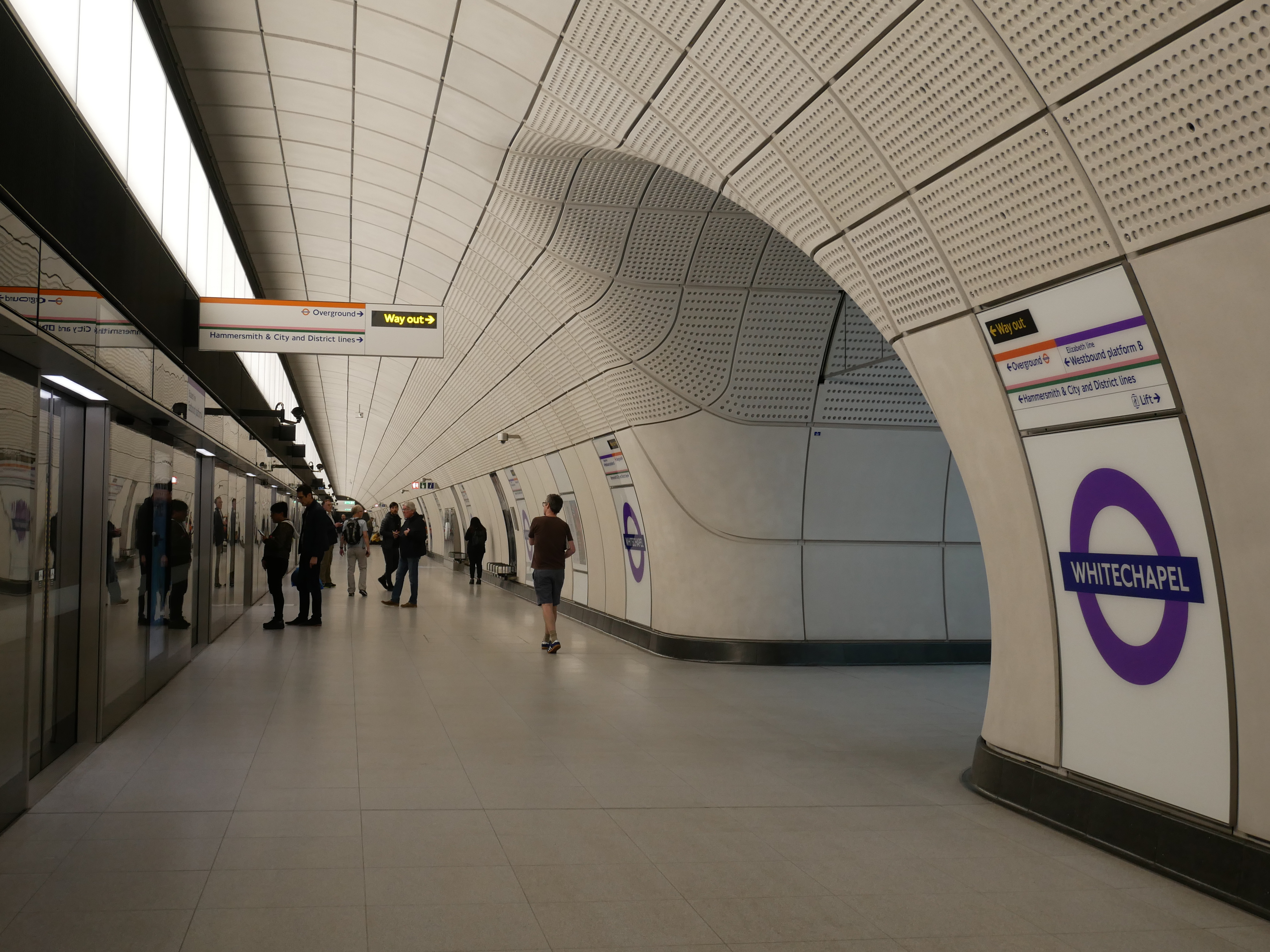
Whitechapel
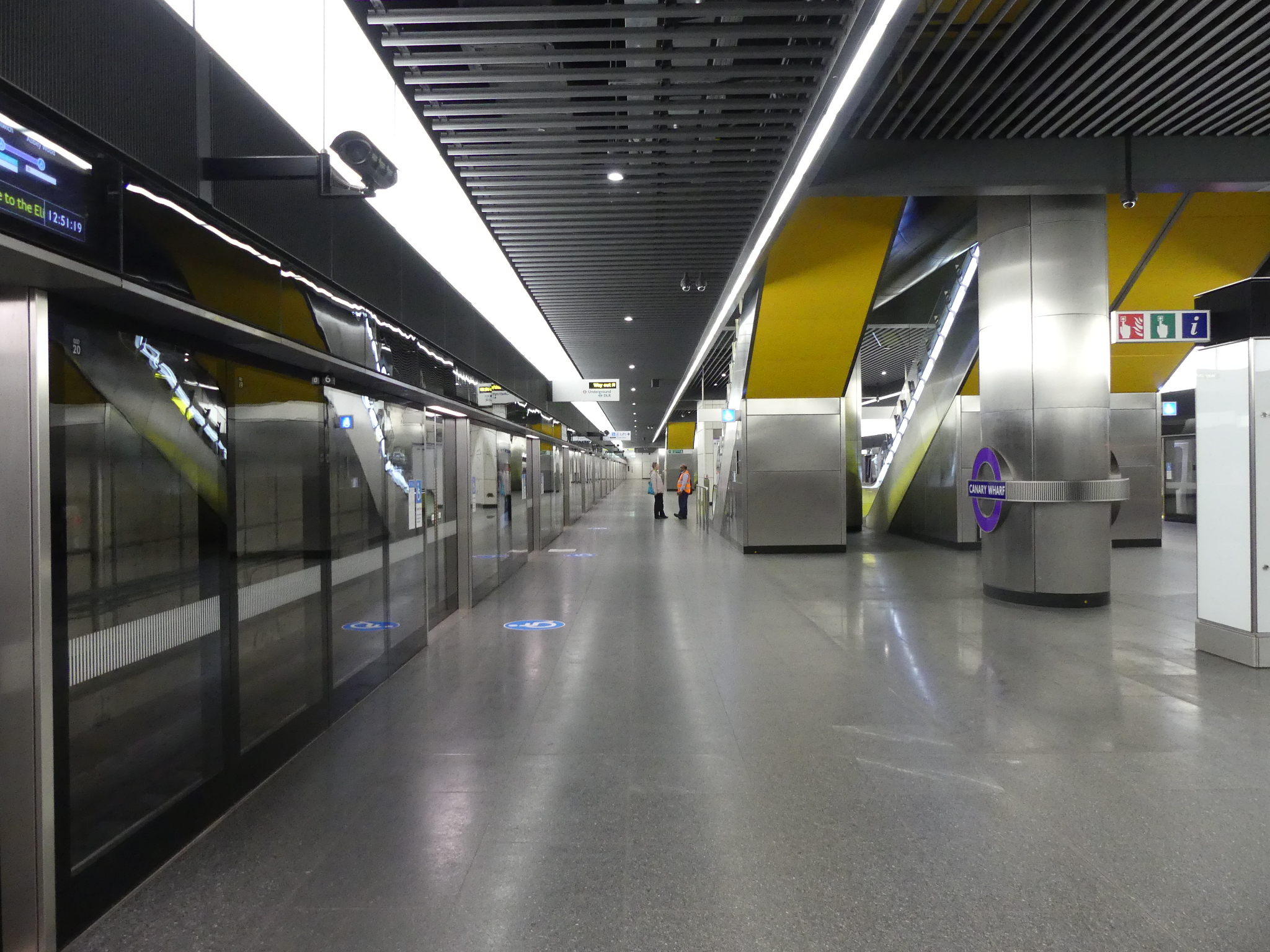
Canary Wharf
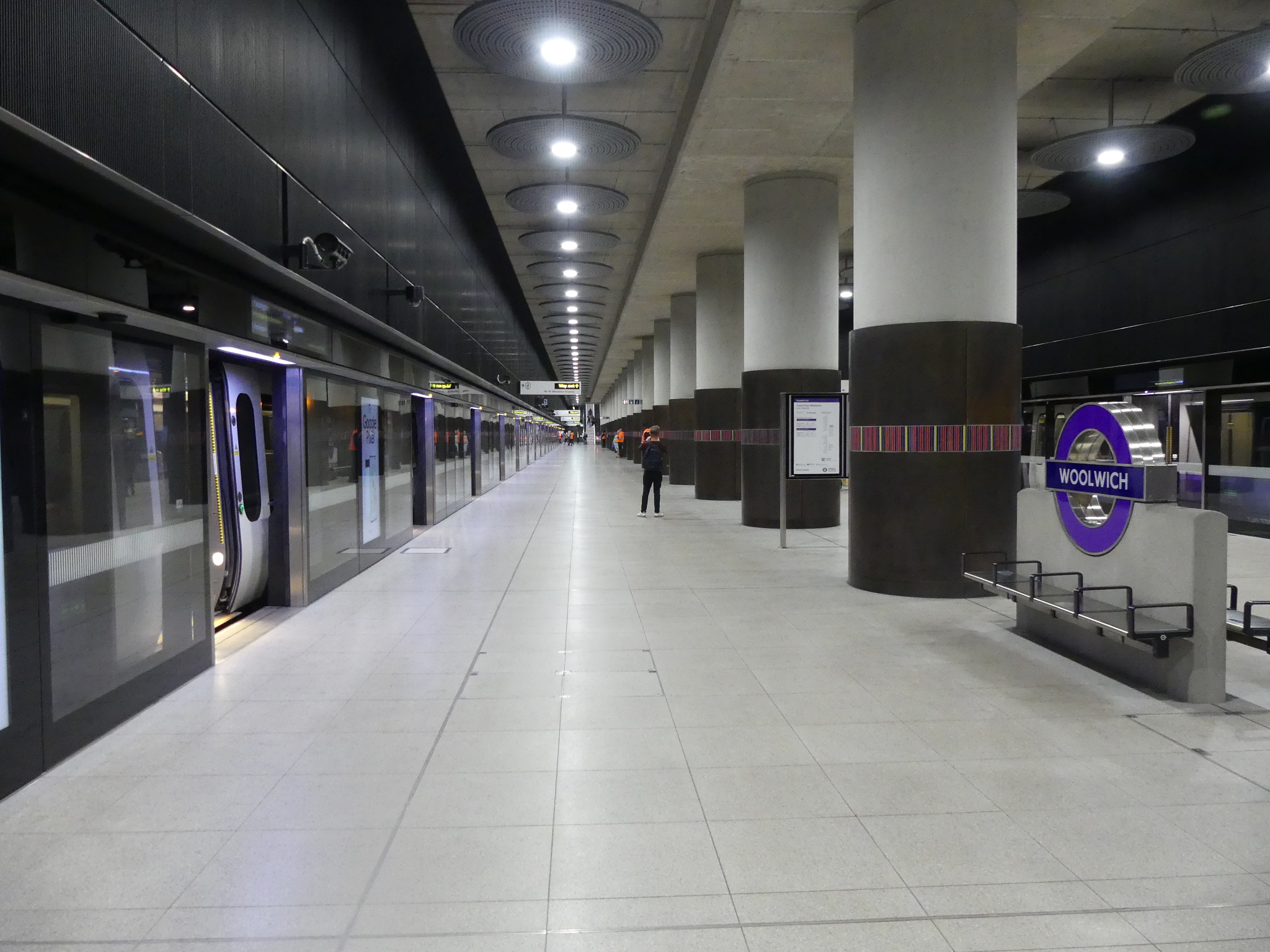
Woolwich